# 莫纳斯特里奥德拉谢拉
莫纳斯特里奥德拉谢拉，是西班牙卡斯蒂利亚-莱昂布尔戈斯省的一个市镇。总面积6平方公里，总人口38人（2001年），人口密度6人/平方公里。